# Attatha flavata
Attatha flavata is een vlinder uit de familie spinneruilen (Erebidae). De wetenschappelijke naam is voor het eerst geldig gepubliceerd in 1917 door Swinhoe.
De soort komt voor in tropisch Afrika.